# Prokuratura okręgowa

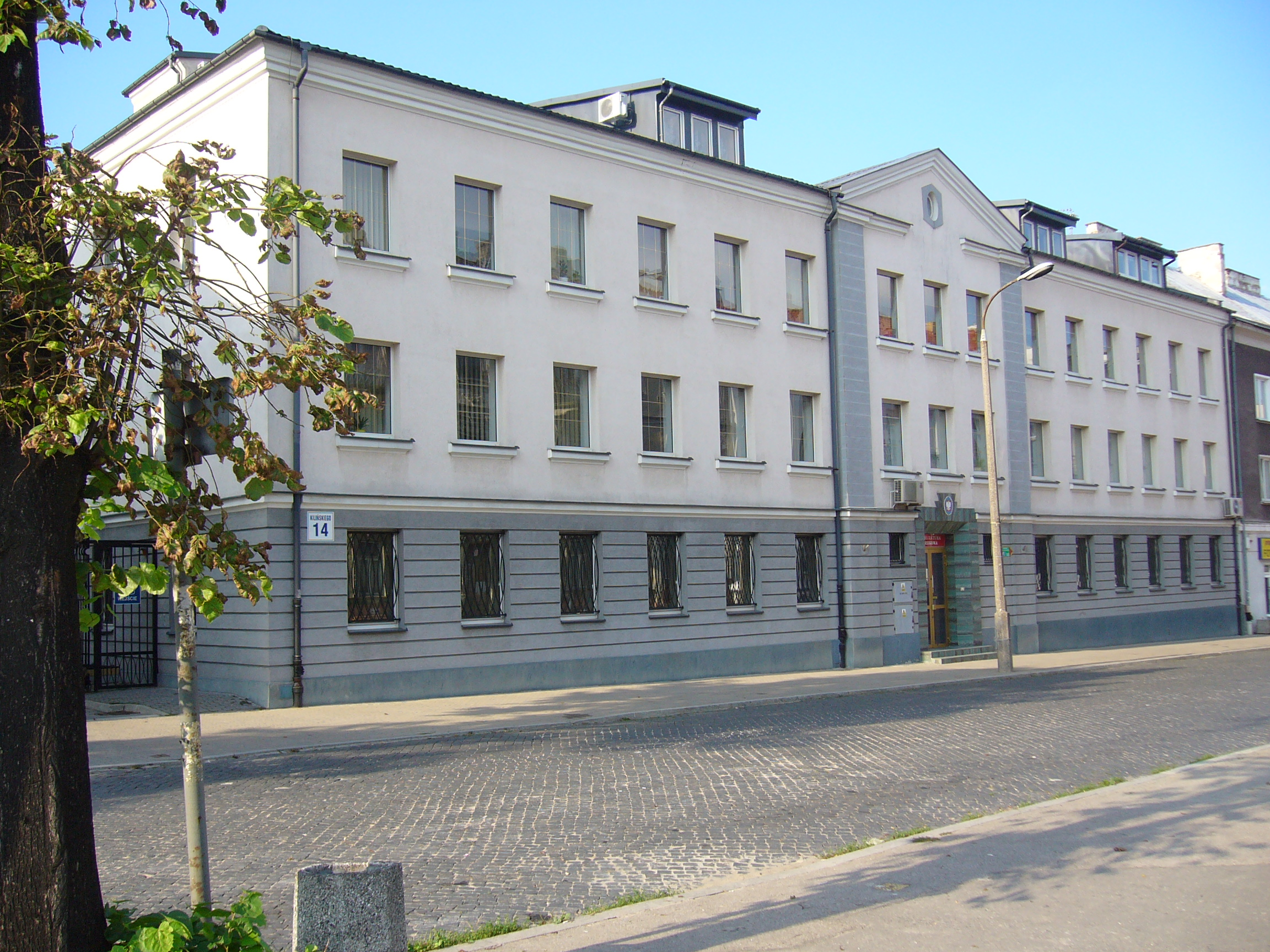
Budynek Prokuratury Okręgowej w Białymstoku

Prokuratura okręgowa (do 1998 Prokuratura Wojewódzka) – powszechna jednostka organizacyjna prokuratury (jednostka organizacyjna prokuratury w pionie cywilnym).
Prokuraturę okręgową tworzy się dla obszaru właściwości co najmniej dwóch prokuratur rejonowych. Właściwości miejscowe prokuratur okręgowych nie pokrywają się z podziałem administracyjnym Polski. Prokuraturą okręgową kieruje prokurator okręgowy, który jest prokuratorem przełożonym prokuratorów prokuratury okręgowej oraz prokuratorów prokuratur niższego szczebla (prokuratur rejonowych).
W prokuraturach okręgowych funkcjonują wydziały, którymi kierują naczelnicy:
- Wydział I Organizacyjny,
- Wydział II Postępowania Sądowego,
- Wydział III Nadzoru nad Postępowaniem Przygotowawczym,
- Wydział IV Informatyzacji i Analiz,
- Wydział V Śledczy,
- Wydział VI do Spraw Przestępczości Zorganizowanej,
- Wydział VII Budżetowo-Administracyjny.

W wydziałach mogą być tworzone działy, którymi kierują kierownicy. W mniejszych prokuraturach okręgowych nie funkcjonują wszystkie wymienione wydziały.
Organem samorządu prokuratorskiego na szczeblu okręgu jest kolegium prokuratury okręgowej.
Istnieje 45 prokuratur okręgowych oraz 3 ośrodki zamiejscowe prokuratur okręgowych (stan na lipiec 2006).